# Törökország alkotmánya
Törökország alkotmánya 1982-ben lépett életbe a katonai diktátori időszakban. Az előző török alkotmányt még 1961-ben iktatták be. A jelenlegi alkotmányt utoljára 2004-ben módosították. A dokumentum felállít egy alkotmánybíróságot, mely felügyeli, hogy a törvényhozás az alkotmánynak megfelelően történjen.
Az alkotmány kimondja, hogy Törökország demokratikus állam. Ennek megfelelően az országot a polgárok által választott Török Nemzeti Országgyűlés irányítja. Az alkotmány szerint Törökország államformája köztársaság, és ezt elméletileg nem lehet megváltoztatni. Az alkotmány 2. bekezdése kimondja, hogy az ország szekuláris állam.
Az alkotmány bevezetőjében szerepel többek között a nacionalizmus eszméje, a „köztársaság anyagi és szellemi jóléte”, valamint a köztársaság oszthatatlansága.

## Jogok
A 10. bekezdés értelmében az alkotmány egyenlő jogokat garantál mindenkinek függetlenül „anyanyelvtől, fajtól, bőrszíntől, nemtől, politikai hovatartozástól, filozófiától, vallástól vagy bármely más szemponttól”. (mindazonáltal a 3. bekezdés kijelenti, hogy „A török állam, mint terület és mint nemzet, megoszthatatlan. Hivatalos nyelve a török”. A 4. cikkely értelmében a 3. bekezdést megváltoztatni nem lehet, sőt javasolni sem lehet a megváltoztatását.)
A társadalmi osztályok fogalma, jogilag, nem helytálló a török köztársaságban. A 12. bekezdés garantálja „az alapvető jogokat és szabadságokat”, közöttük az élethez való jogot és a biztonsághoz való jogot (17. és 19. bekezdés). A 26. bekezdés biztosítja a szólásszabadság jogát. A török alkotmányba foglalt jogok megalkotásánál nemzetközi alkotmányleveleket (Bill of Rights; Jognyilatkozat) vettek figyelembe, valamint az Emberi Jogok Egyetemes Nyilatkozatát, melyet Törökország is elfogadott.

## Vitatott kérdések
Az 1982-es alkotmányt kritizálták többek között a személyes és politikai szabadságjogok korlátozásáért, összehasonlítva az 1961-es alkotmánnyal. Egyes források szerint az alkotmány megtagadja az alapvető jogokat a kurdoktól, az örményektől, az asszíroktól és a görög kisebbségtől. További problémát jelent, hogy a kritikusok szerint a hadsereg túlságosan nagy politikai ellenőrző szerephez jut a Nemzetbiztonsági Hivatalon keresztül.
Az Európa Tanács Fajgyűlölet és Intolerancia Elleni Európai Bizottsága (ECRI) által 2005 februárjában közzétett jelentése arra kérte a török kormányt, hogy módosítsák az alkotmány 42. cikkét, mely megtiltja más nyelvek anyanyelvként történő oktatását a török iskolákban.

## Külső hivatkozások
- A jelenlegi alkotmány angolul